# Бернард Клюнийский
Бернард Клюнийский (Bernardus Cluniacensis), он же Бернард Морланский (Bernardus Morlanensis), как его называют средневековые источники, или Bernardus Morlacensis, Bernardus Morvalensis, Bernhard de Cluny, Bernard le Clunisien, Bernhard de Morlaix, Bernhard de Morlas, Bernhard de Morual, был французским монахом и поэтом первой половины XII века. Имя «Клюнийский» получил от названия своего монастыря Клюни (Cluny), «Morlanensis» от места своего рождения, которое точно неизвестно: вероятно, это был французский город Морле (Morlaix). Знаменит как автор популярной в средневековье сатиры в стихах «О презрении к миру» (De contemptu mundi), написанной приблизительно в 1140 году и посвящённой аббату монастыря Пётру Достопочтенному (Petrus Venerabilis). Кроме того, что Бернард сам пишет о себе в предисловии к «De contemptu», о его жизни ничего неизвестно.
По оценке французского медиевиста De Ghellinck'а «Бернард является одним из самых искусных и красноречивых поэтов XII века».

## «De contemptu mundi»
Сатира начинает распространяться в европейской литературе в XII веке, когда вновь находят популярность античные Гораций, Ювенал и Персий, а кое-где уже и в конце XI века. Её предметом служили в первую очередь нарушения клириками церковного права (конкубинат, симония, инвеститура).
Знаменитыми писателями нового жанра литературы были:
- «Ecbasis cuiusdam captivi per tropologiam» анонимного автора, скорее всего середины XI века;
- Godefrid of Winchester (1050—1107) — более 250 эпиграмм;
- Serlo de Bayeux (1050—1120) — различные стихи; особо знамениты «Ad Muriel sanctimonialem», «Invectiva in Qilbertum», «De capta Baiocensium civitate»;
- Генрих Хантингдонский (1080/85-1155) — «Epistula ad Walterum de contemptu mundi» в приложении к его «Historia anglorum»;
- Иоанн Солсберийский (1115/1120 — 1180) — поэмы «Entheticus» и «Policraticus» с элементами сатиры;
- Paganus Bolotinus — «De falsis heremitis qui vagando discurrunt» (написана между 1121 и 1135);
- Nivard von Gent — «Ysengrimus» (дописана после 1148);
- «Concilium Romarici montis» неизвестного автора, примерно середина XII века;
- Nigellus Wireker (*1130) — «Speculum stultorum»;
- Walter Map (1140—1210) — «De nugis curialium»;
- Александр Неккам (1157—1217) — «Novus Aesopus»;
- Johannes de Auville/Hauteville/Hanville — «Architrenius» (дописана в 1184)

Одним из представителей нового жанра является и Бернард Клюнийский. Его сатира «О презрении к миру» состоит из трёх книг (не менее 3000 строф) и большого предисловия, которое напоминает «Искусство поэзии» (Ars poetica) Горация, и написана редким размером — «trinini salientes»: ритмичным леонинским гекзаметром, состоящим из чистых дактилей. Бернард говорит в предисловии, что до него в такой форме писали лишь Hildebertus Lavardinensis (1056—1134) и Wichardus Lugdunensis (Wilchard de Lyon, †1112). Первая книга начинается следующими строфами:

Hora novíssima, tempora péssima sunt — vigilémus.
Ecce mináciter imminet árbiter ille suprémus.
Imminet ímminet ut mala términet, aequa corónet,
Recta remúneret, anxia líberet, aethera dónet.
Для сравнения можно привести несколько строф из сатиры, которую написал Wichardus Lugdunensis (примерно 1080 г.):
Ordo monásticus ecclesiásticus esse solébat,
Dura cibária dum per agréstia rura colébat.
Nulla pecúnia, nulla negótia prepediébant;
Sobria cópia, parva colónia sufficiébant.
В первой книге «De contemptu mundi» говорится о презрении к миру и о бренности всего мирского, о судном дне и его последствиях. В следующих двух порицаются человеческие пороки, и автор предостерегает от них читателя. Вторая книга начинается с описания золотого века, чтобы потом контрастнее перейти к описанию нравов современников.

## «De vanitate mundi»
Менее знаменитое стихотворение Бернарда (его авторство оспаривается), посвящённое, вероятно, его младшему брату, который был клириком. Оно состоит из 380 ритмичных строф, написанных разными размерами, и дидактично по своему содержанию.

## Другие труды
- Carmen de trinitate et de fide catholica
- Carmen de castitate servanda
- Carmen de octo vitiis
- Carmen in libros Regum
- Poemata

Возможно, его перу принадлежат следующие произведения:
- Mariale[3] (обычно приписывается Ансельму Кентерберийскому)
- Omni die dic Mariae (церковный гимн)
- Instructio sacerdotalis
- Sermo in parabolam de villico iniquitatis

## Культурное влияние
Дебютный роман Умберто Эко «Имя розы» завершается строкой 952 «De contemptu mundi»

Stat rosa pristina nomine, nomina nuda tenemus.
Этот текст соответствует традиционным изданиям поэмы, начиная с первой печатной публикации в сборнике «Varia doctorum piorumque virorum de corrupto Ecclesiae statu poemata» в 1557 г. В опубликованной в 1991 г. редакции Рональда Пепина слово «rosa» (роза) было заменено на «Roma» (Рим), что лучше согласуется с контекстом. Этот вариант часто встречается в современных дигитальных текстах. Замена критиковалась как неоправданная, так как первый слог слова «Roma» — долгий, что не укладывается в метр поэмы.